# Transmission.Alpha.Delta
Transmission.Alpha.Delta is het achtste studioalbum van de Amerikaanse punkband Strung Out. Het album werd uitgegeven op 24 maart 2015 via het platenlabel Fat Wreck Chords. Het album is op meerdere kleuren vinyl verschenen.
Op 2 augustus 2012 maakte drummer Jordan Burns in een interview met Punknews.org bekend dat Strung Out plannen had voor een nieuw studioalbum. Later werd bekend dat album Transmission.Alpha.Delta zou heten en in de zomer van 2014 uitgegeven zou worden. Uiteindelijk werd het album uitgebracht op 24 maart 2015.

## Nummers
1. "Rats in the Walls" - 3:32
2. "Rebellion of the Snakes" - 3:39
3. "The Animal and the Machine" - 3:13
4. "Modern Drugs" - 3:38
5. "Black Maps" - 4:15
6. "Spanish Days" - 3:16
7. "Tesla" - 4:03
8. "Nowheresville" - 3:54
9. "Magnolia" - 3:24
10. "Go It Alone" - 3:10
11. "No Apologies" - 3:20
12. "Westcoasttrendkill" - 4:23

## Band
- Jason Cruz - zang
- Jake Kiley - gitaar
- Rob Ramos - gitaar
- Chris Aiken - basgitaar
- Jordan Burns - drums